# 烈万華
烈萬華（ヨル・マノファ、朝鮮語: 열만화、? - 976年）は、渤海の貴族で、渤海復興運動の指導者、定安の君主であった。

## 人物
烈萬華の家系や出身背景は不詳であるが、渤海の貴族と推定される。烈萬華の初期生涯についての情報は不詳である。935年または938年頃、あるいは940年に烏齊顕などの助けを借りて、鴨緑江辺で政変を起こして後渤海の大氏王族を追い出し王に即位した。この時、大光顕は少数の渤海人を率いて高麗に亡命した。976年頃、政変を助けてくれた烏齊顕の親族である烏玄明によって暗殺された。烈萬華の妻子と子孫は不明である。